# Districte de Naushahro Feroze
El districte de Naushahro Feroze o Naushahro Feroz (sindi: نوشهرو فیروز, urdú ضلع نوشهرو فیروز) és una divisió administrativa del Sind, al Pakistan, amb una població segons el cens de 1998 d'1.087.571 habitants, amb capital a Naushahro Feroze.

## Administració
Està dividit en quatre tehsils, subdividits en Union Councils:
- Bhiria, amb 14 Union councils
- Kandiaro, amb altres 14
- Moro, amb 12
- Naushahro Feroze amb 11

## Tribus
Syed, jatoi, soomro, tagar, memon, bhanbhro, abro, palh, channar, heesbani, awan, channa, lanjaar, jiskaani, mahesar, junejo, brohi, rajput, arain, qazi, pirzada, kunbhar, meerbahar, rind, goraho, larik, makhdum khaskhaili i abbasi kalhora

## Història
Després del repartiment del Sind entre els caps talpurs a causa de la batalla de Sahahpur (1786) quan Abdul Nabi Kalhora fou derrotat per Mirs Fateh Ali i Mir Rustam Khan, les parganes de Naushahro i Kandiaro van quedar en mans del Mir Sohrab Khan Talpur i van formar part de l'estat de Khairpur; el sobirà va morir el 1830 i els conflictes entre els seus fills Mir Rustam i Mir Ali Murad van acabar en una decisiva batalla el 1842 en què va triomfar el segon. Ali Murad va obtenir el 1843 la dignitat de rais i les parganes de Naushahro i Kandiaro van romandre en poder seu fins al 1852 quan a causa de la seva mala conducta foren confiscades pels britànics i unides al districte d'Hyderabad on posteriorment es van unir amb les talukes de Moro i Sakrand, i van formar la subdivisió de Naushahro del districte d'Hyderabad amb una superfície de 7.612 km² i una població el 1856 de 187.336 habitants, el 1872 de 219.596, i el 1881 de 197.149. Dins la subdivisió Naushahro o Naushahro Feroze era una taluka. El 1901 s'havia afegit la taluka de Nasrat a la subdivisió. Era un territori al·luvial amb uns boscos prop de l'Indus; tenia 98 canals d'irrigació dels quals 22 eren importants destacant el Mahrab, el Dadwah, el Nasrat, l'Ali-bahar Kacheri, i el Bagwah. La llengua corrent era el sindi, les ètnies balutxis, jats, sindis i sayyids. Els musulmans eran amplia majoria (162.0000). Les principals ciutats eren Kandiaro, Naushahro, Tharu Shah, Bhiria, i Moro. La taluka de Naushahro (o de Naushahro Feroze mesurava 1.375 km² i tenia una població el 1881 de 61.295 habitants repartits en dues ciutats i 103 pobles.